# Platyphasia rawlinsoni
Platyphasia rawlinsoni är en tvåvingeart som beskrevs av Nikolas Vladimir Dobrotworsky 1971. Platyphasia rawlinsoni ingår i släktet Platyphasia och familjen storharkrankar. Inga underarter finns listade i Catalogue of Life.